# Jesús Martín Rodríguez
Jesús Martín y Rodríguez Caro est un homme politique espagnol membre du Parti socialiste ouvrier espagnol (PSOE).

## Biographie

### Profession
Il est président de l'association interprofessionnelle sur la dénomination Origine Vin de Valdepeñas.

### Carrière politique
Il est élu maire de Valdepeñas en 2003.
Le 20 novembre 2011, il est élu sénateur pour Ciudad Real au Sénat et réélu en 2015 et 2016.